# 豆咲りお
豆咲 りお（まめさき りお、4月4日 - ）は、日本の舞台女優、声優。
東京都出身。プロダクション・エース所属。

## 人物[1]
- 資格 - 日本漢字能力検定3級、ICTプロフィシエンシー検定3級、保育士資格
- 特技 - 左手の親指が柔らかい、ダンス
- 趣味 - お笑いを観る、コピーダンス

## 出演
太文はメインキャラクター。

### テレビアニメ
2022年
- 連盟空軍航空魔法音楽隊ルミナスウィッチーズ（ジョアンナ・エリザベス・スタッフォード）

### ゲーム
- The Lord of the Parties（フェルダ）[1][3]

### 舞台・朗読劇
| 作品名                                           | 役名             | 公演日                                     | 主催                               |
| ------------------------------------------------ | ---------------- | ------------------------------------------ | ---------------------------------- |
| 舞台「カルネアデスの感触」                       | 山口真紀         | 2023年10月12日-15日 ※出演は13日、15日      | 爆走おとな小学生                   |
| 舞台「ミキアカシ」                               | チトセ           | 2023年12月7日-10日 ※出演は7日、9日         | 爆走おとな小学生                   |
| 朗読劇イベント                                   | まめこ・謎野金持 | 2024年2月11日                              | 爆走おとな小学生                   |
| 朗読劇「東京怪獣物語」再演                       | 畑中             | 2024年3月12日-17日 ※出演は12日、14日、17日 | 爆走おとな小学生                   |
| 朗読劇「初等教育ロイヤル」                       | 田中さん         | 2024年8月21日-25日 ※出演は21日、22日、24日 | 爆走おとな小学生                   |
| 朗読劇「影法師」                                 | やみ子           | 2024年10月5日-6日 ※出演は5日               | MISHIMALIVE                        |
| 朗読劇「Re:グリム姫物語集」                      | グリム姫         | 2024年10月12日-14日                        | イノセントギアカンパニー           |
| 朗読劇「椿姫」                                   | マルグリット     | 2024年11月8日-10日 ※出演は10日             | イノセントギアカンパニー           |
| 朗読劇「赤ずきんVS青ずきん～仁義なき姉妹喧嘩～」 | 赤ずきんクリス   | 2025年1月23日-26日                         | フェアリーテイルシアター           |
| 朗読劇「グリムプリンセスストーリー」             | グリム姫         | 2025年4月26日-29日 ※出演は29日             | フェアリーテイルシアター           |
| 朗読劇「青い鳥」                                 | ミチル           | 2025年9月13日-15日 ※出演は13日、15日       | RICO presents リーディングシアター |

### その他
- 声優アイドルユニット「AMiRiON」[16]　（2024年9月-）